# Бухаркент
Бухаркент (на турски: Buharkent, в превод „парния град“) е околия на вилает Айдън, Турция. Площта ѝ е 124 km2, а населението ѝ е 12 688 души (2018). Бухаркент е на 86 km източно от град Айдън, на пътя и жп линията към Денизли.
Бухаркент е разположен в долината на река Бююк Мендерес, оградена от север от планини, вкл. високия 1724 m връх Карлъкдеде. Околията е известна с горещите си извори и геотермална енергия; тук е построена първата геотермална електрическа централа през 1984 г. 
Местната икономика зависи основно от земеделие, особено производството на памук, смокини и грозде.

## История
Старото име на околията е Бурханийе.

## Състав
В околия Бухаркент има 14 махали.

## Образование
В околията има 1 детска градина, 6 основни училища, 3 средни училища, 3 гимназии, 1 обществен образователен център към Министерството на народната просвета.